# Svenska mästerskapet i handboll för herrar 1941/1942
Svenska mästerskapet i handboll 1941/1942 vanns av Majornas IK. Deltagande lag var DM-vinnarna från respektive distrikt.

## Omgång 1
- GUIF–Trängen, Linköping 13–9
- KFUM Örebro–Västerås IK 10–11 (förl.)
- Upsala IF–Gävle GIK 10–4
- Stockholms-Flottans IF–A 7 Visby w.o.

## Omgång 2
- IFK Kristianstad–IF Leikin w.o.
- Växjö BK–IFK Karlskrona 7–13
- GF Frithiof–Majornas IK 5–23
- IFK Uddevalla–Karlstads BIK 11–15
- GUIF–Västerås IK 3–10
- Upsala IF–Stockholms-Flottans IF 7–8
- IFK Umeå–A 10 Sundsvall 20–8

## Kvartsfinaler
- IFK Kristianstad–IFK Karlskrona 5–23
- Majornas IK–Karlstads BIK 21–10
- Västerås IK–Stockholms-Flottans IF 9–10
- IFK Umeå–F 4 Östersund 21–14

## Semifinaler
- IFK Karlskrona–Majornas IK 12–13
- Stockholms-Flottans IF–IFK Umeå 15–8

## Final
- Majornas IK–Stockholms-Flottans IF 16–5